# Lorenzo James Henrie
Lorenzo James Henrie (ur. 29 czerwca 1993 w Phoenix) – amerykański aktor, występował w roli Chrisa Manawa w serialu Fear the Walking Dead.

## Życiorys
Urodził się w Phoenix w stanie Arizona jako syn Lindy (z domu Finocchiaro) i Jamesa Wilsona „Jima” Henrie. Jego starszym bratem jest aktor David Henrie, który grał m.in. w serialu Czarodzieje z Waverly Place. Jego dziadkowie ze strony matki byli Włochami. Uczęszczał do Cheyenne Traditional School. Naukę kontynuował w St. Francis De Sales High School i Notre Dame High School w Sherman Oaks. Studiował na California State University w Northridge (Los Angeles).
W wieku 11 lat po raz pierwszy wystąpił na ekranie jako Jerry w dramacie familijnym Joeya Travolty Lato w Arizonie (Arizona Summer, 2004) u boku swojego brata, Morgan Fairchild i Lee Majorsa, a także gościnnie w sitcomie Fox Zwariowany świat Malcolma (2004). 
J.J. Abrams zaangażował go do niewielkiej roli w filmie Star Trek (2009) z udziałem Chrisa Pine’a, Zachary’ego Quinto, Karla Urbana, Zoë Saldañy i Antona Yelchina. Zagrał postać Lorenzo w komedii Andy’ego Fickmana Oficer Blart w Las Vegas (Paul Blart: Mall Cop 2, 2015) z Kevinem Jamesem i Raini Rodriguez. Grał również jedną z głównych ról jako Christopher Manawa w serialu Fear the Walking Dead, stworzonym przez stację telewizyjną AMC.
W 2015 ożenił się z Kyarą Pintos. Mają syna Josepha (ur. 2016).

## Filmografia

### Film
| Rok  | Tytuł                   | Rola         | Uwagi |
| ---- | ----------------------- | ------------ | ----- |
| 2004 | Arizona Summer          | Jerry        |       |
| 2009 | Star Trek               | Vulcan Bully |       |
| 2010 | Almost Kings            | Ted Wheeler  |       |
| 2014 | Riding 79               | Migue        |       |
| 2015 | Paul Blaurt: Mall Cop 2 | Lorenzo      |       |
| 2015 | Warrior Road            | Joseph       |       |

### Telewizja
| Rok     | Tytuł                         | Rola                       | Uwagi                    |
| ------- | ----------------------------- | -------------------------- | ------------------------ |
| 2004    | Zwariowany świat Malcolma     | Zwykły chłopak             | 1 odcinek                |
| 2004    | Siódme niebo                  | Jeffrey Turner             | 6 odcinków               |
| 2004    | LAX                           | Cody                       | 1 odcinek                |
| 2005    | Zaklinacz dusz                | Rat                        | 1 odcinek                |
| 2005    | Poszukiwani                   | Eric Pretatorio            | 1 odcinek                |
| 2006    | Dowody zbrodni                | młody Mike Valens          | 2 odcinki                |
| 2007    | CSI: Kryminalne zagadki Miami | Justin Montavo             | 1 odcinek                |
| 2010    | Agenci NCIS: Los Angeles      | Evan Maragos               | 1 odcinek                |
| 2014    | An American Education         | Carlos                     | 1 odcinek                |
| 2015-16 | Fear the Walking Dead         | Christopher „Chris” Manawa | Główna rola: 16 odcinków |
| 2016    | Agenci T.A.R.C.Z.Y            | Gabe Reyes                 | 3 odcinki                |

## Nagrody i nominacje
| Rok  | Nagroda       | Kategoria                                    | Za                    | Rezultat  |
| ---- | ------------- | -------------------------------------------- | --------------------- | --------- |
| 2017 | Saturn Awards | Najlepszy Młody Aktor w Serialu Telewizyjnym | Fear the Walking Dead | Nominacja |